# Oya Baydar

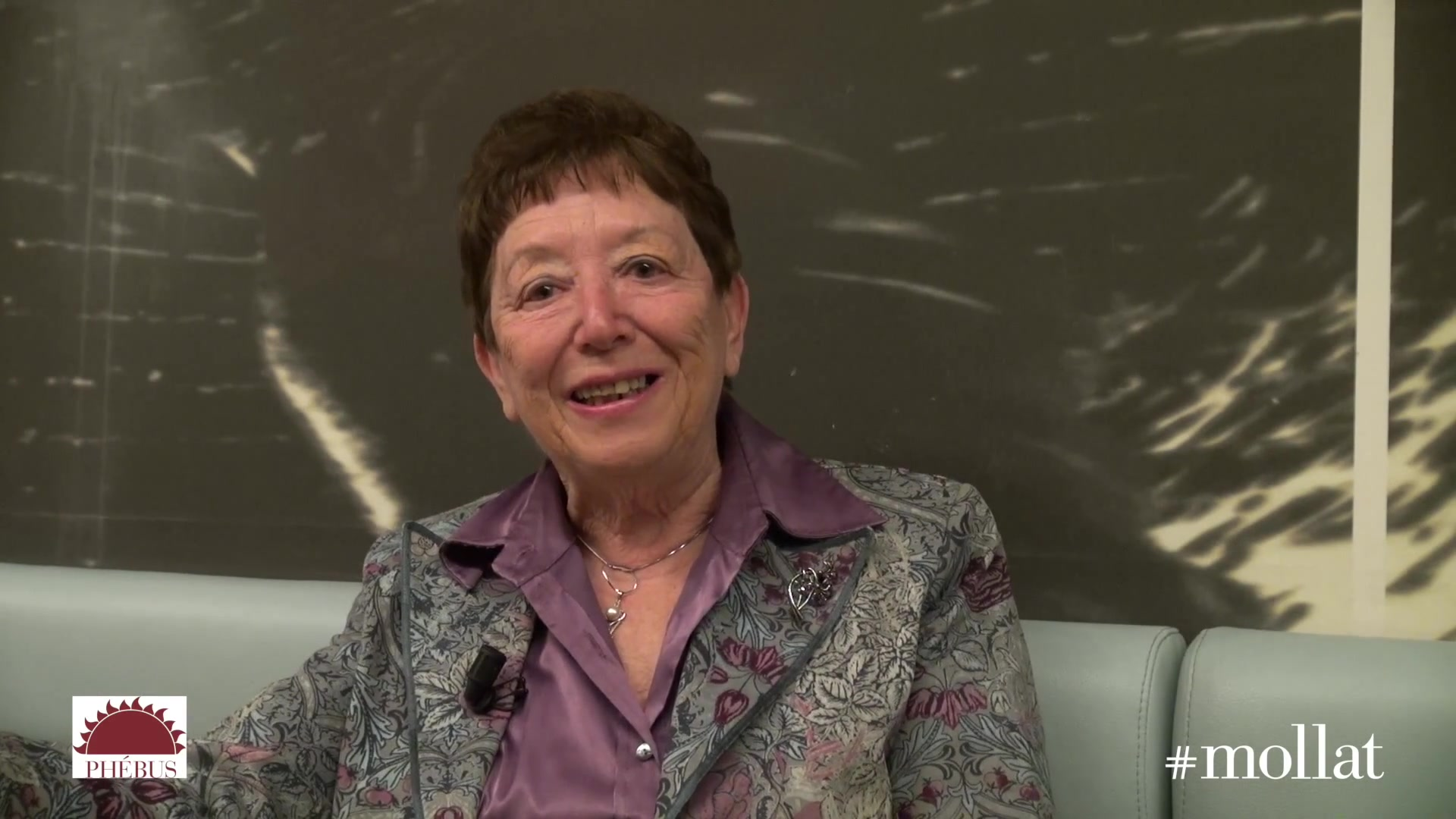
Oya Baydar, 2015

Oya Baydar (* 3. Juli 1940 in Istanbul) ist eine türkische Schriftstellerin und Journalistin.

## Leben und Werk
Baydar besuchte das französische Gymnasium in Istanbul und studierte Soziologie. Früh engagierte sie sich in der politischen Linken. Als Gründungsmitglied der Türkischen Sozialistischen Arbeiterpartei geriet sie nach dem Putsch 1980 ins Visier der Militärregierung, wurde zunächst inhaftiert. Nach ihrer Flucht vor dem Militärputsch im September 1980 lebte sie zwölf Jahre lang in Frankfurt am Main. 1992 konnte sie aufgrund einer Amnestie in die Türkei zurückkehren. Unter dem Eindruck des Falls der Berliner Mauer begann die Autorin, die 30 Jahre lang geschwiegen hatte, wieder zu schreiben. 2001 gründete sie den Turkey Peace Attempt, dessen Sprecherin sie nach wie vor ist. Seit ihrer Rückkehr in die Türkei arbeitet sie als Journalistin, Publizistin und Schriftstellerin in Istanbul. Sie war mit dem türkischen Journalisten und Theaterautor Aydın Engin (1941–2022) verheiratet und hat einen Sohn.
2011 erschien die deutsche Fassung von Oya Baydars Roman Das Judasbaumtor, für den die Autorin den Cevdet-Kudret-Literaturpreis, einen der wichtigsten türkischen Literaturpreise, erhielt. Es handelt sich um ein Porträt Istanbuls aus vier verschiedenen Perspektiven und zugleich eine aus diesen unterschiedlichen Perspektiven geschilderte Auseinandersetzung zwischen der revolutionären Linken und dem türkischen Staat.

## Werke
- Elveda Alyosa.  1991 (deutsch: Adieu Alyosha, Kurzgeschichten)
- Kedi Mektupları. 1992 (deutsch: Katzenbriefe, Roman)
- Hiçbiryere dönüş.1999 (deutsch: Rückkehr nach Nirgendwo, Kurzgeschichten)
- Sıcak külleri kaldı. 2000 (deutsch: Übrig blieb heiße Asche, Roman)
- Erguvan Kapısı. 2004 (deutsch: Das Judasbaumtor, Roman, Ullstein, Berlin 2011, ISBN 978-3-550-08868-1, Deutsch von Monika Demirel)
- Kayıp Söz. 2007 – Verlorene Worte. Claassen, Berlin 2008, ISBN 978-3-546-00435-0 (Roman, übersetzt von Monika Demirel)
- Çöplüğün Generali. 2009 (deutsch etwa: Müllhaldengeneral, Roman)